# Abbadia Cerreto
Pour les articles homonymes, voir Abbadia.
Abbadia Cerreto (Serè en dialecte lodi) est une commune italienne d’environ 300 habitants située dans la province de Lodi, dans la région de Lombardie.

## Géographie

### Territoire
Le village se trouve à 15 kilomètres à l'est de Lodi, à proximité immédiate de la province de Cremone, et à 20 kilomètres de la ville de Crema.

Territoire de la commune d'Abbadia Cerreto sur une carte de la province de Lodi (Lombardie).

## Histoire
Le village s’est développé autour d'une abbaye bénédictine, fondée par les comtes de Cassino en 1084.
Aujourd’hui, il ne subsiste que l’église Saint-Pierre et son campanile octogonal.

### Toponymie
Le nom Abbadia vient de l’abbaye, et Cerreto d’un bosquet d’arbres qui s’appelait Cerri.

## Économie
L'économie est principalement basée sur l'agriculture ; il y a aussi un atelier de mécanique, un restaurant et quelques autres petites entreprises commerciales.
Pour le reste il y a une migration pendulaire vers Lodi et Milan.

## Société

### Évolution démographique
| 1861 | 1871 | 1881 | 1901 | 1911 | 1921 | 1931 | 1936 |
| ---- | ---- | ---- | ---- | ---- | ---- | ---- | ---- |
| 406  | 470  | 472  | 553  | 521  | 555  | 470  | 475  |

| 1951 | 1961 | 1971 | 1981 | 1991 | 2001 | 2011 | - |
| ---- | ---- | ---- | ---- | ---- | ---- | ---- | - |
| 420  | 380  | 272  | 297  | 284  | 276  | 297  | - |

## Administration
| Période      | Période  | Identité        | Étiquette    | Qualité |
| ------------ | -------- | --------------- | ------------ | ------- |
| 1945         | 1946     | Enrico Robbiati |              |         |
| 1946         | 1951     | Giuseppe Sabbia |              |         |
| 1951         | 1970     | Emilio Sagrada  |              |         |
| 1970         | 1985     | Pietro Zanelli  |              |         |
| 1985         | 1995     | Aleardo Cucchi  |              |         |
| 1995         | 2004     | Marimo Galmozzi |              |         |
| 14 juin 2004 | En cours | Adriano Cucchi  | Lista civica |         |

### Hameaux
- Isella

### Communes limitrophes
Bagnolo Cremasco, Crespiatica, Chieve, Corte Palasio, Casaletto Ceredano, Cavenago d'Adda